# Daliao
Daliao (chinesisch 大寮區, Pinyin Dàliáo Qū) ist ein Stadtbezirk von Kaohsiung in der Republik China (Taiwan).

## Lage
Der Bezirk liegt im Süden von Kaohsiung und hat eine Fläche von 71,04 Quadratkilometer. Er grenzt im Norden an die Bezirke Dashu und Niaosong, im Westen an Fengshan und Xiaogang und im Süden an Linyuan. Im Osten Daliaos verläuft der Fluss Gaoping, welcher die Grenze zum Landkreis Pingtung bildet.

## Geschichte
Daliao wurde 1946 als Gemeinde gegründet und gehörte dem ehemaligen Landkreis Kaohsiung an. Seit der Eingliederung des Landkreises Kaohsiung in die Stadt Kaohsiung Ende 2010 hat Daliao den Status eines Stadtbezirks.

## Bevölkerung
Bis zum Ende des 20. Jahrhunderts nahm die Bevölkerung stetig zu. Dieser Trend hat sich im 21. Jahrhundert nicht fortgesetzt.
Aktuell hat Daliao 112.265 Einwohner (Stand: Ende 2020).
| Jahr | Einwohnerzahl |
| ---- | ------------- |
| 1981 | 82.044        |
| 1991 | 96.336        |
| 2001 | 115.396       |
| 2011 | 109.157       |
| 2020 | 112.265       |

## Verkehr
Wichtige Straßenverbindungen sind die Provinzschnellstraße 88 und die Provinzstraße 1, die in West-Ost-Richtung verlaufen, sowie die Provinzstraßen 25 und 29, die in Nord-Süd-Richtung verlaufen.
Die Orange Line des U-Bahnnetzes von Kaohsiung verläuft durch das Gebiet des Bezirks Daliao.
Der internationale Flughafen Kaohsiung liegt ca. 8 km westlich im benachbarten Xiaogang.